# Självdrag
Självdrag är ett ventilationsystem i byggnader som saknar fläktar och som uppstår av termiska krafter.
Självdragssystem går även under namnet S-system. S-systemet är det äldsta vi har och går bland annat att hitta i äldre byggnader (fram till cirka 1970-talet). Jämfört med de andra typerna av ventilationssystemen styrs inte S-systemet av fläktar, det styrs av termiska krafter (temperaturskillnaden mellan inom- och utomhusluften). 

## Funktionsbeskrivning
S-systemet fungerar så att luften tas in genom otätheter som finns i bland annat fönster, fasaden och dörrar med mera. Systemet fungerar så att den varma rumsluften stiger uppåt på grund av de termiska krafterna som skapas. Detta resulterar i att det skapas ett undertryck i byggnaden vilket skapar ett sug som drar in ny luft. Ju större skillnad det är mellan temperaturen inne  och ute desto kraftigare blir undertrycket och suget. Den varma använda rumsluften sugs ut via don eller i mycket gamla byggnader via eldstaden som är kopplad till skorstenen. I en byggnad med S-system är undertrycket alltid störst längst ned i byggnaden. 

## Komplikationer med självdragssystem
Komplikationerna med att ha ett S-system är att system aldrig riktigt fungerar perfekt. Under de varmare månaderna när de termiska krafterna inte är lika stora sker luftväxlingen inte lika regelbundet vilket kan innebära dålig luft. Under de kallare månaderna då de termiska krafterna är större fungerar istället systemet för bra vilket kan innebära att byggnaden blir överventilerad och dragproblem uppstår. 
Andra komplikationer som kan uppstå med detta system är att vid kraftig blåst kan vinden pressa ner frisk uteluft i frånluftskanalen så att den istället blir en tilluftskanal. 
I mycket gamla byggnader där eldstaden fungerar som en frånluftskanal, kan allvarliga komplikationer uppstå vid tillfällen då man moderniserar ventilationssystemet genom att byta ut det till ett annat system och täpper till otätheter. Då man inte är i behov av att elda för värmens skull kan det lätt bli att man slutar använda eldstaden. Vid regn blir det då lätt fuktigt i frånluftskanalen/skorstenen. Den eld och värme som tidigare torkade ut fukten hinner inte torka ut lika lätt vilket kan resultera i mögel i kanalen/skorstenen. Därför är det av största vikt att om man moderniserar huset bör man se till att fortsätta använda eldstaden.

## Fläktförstärkt självdragssystem
Vill man utveckla sitt ventilationssystem men ändå ha kvar det gamla kan man göra om systemet till ett fläktförstärkt självdragssystem, även kallat FFS-system. Det innebär att man installerar en fläkthuv ovanpå skorstenen. När de termiska krafterna minskar under de varmare månaderna sätts fläkten igång vilket säkerställer att ventilationen fungerar bättre under sommaren.

## För- och nackdelar med ett vanligt självdragssystem
Fördelar med ett vanligt självdragssystem
- Ventilationen kräver lite underhåll
- Det krävs inget fläktrum
- Det finns ingen fläkt som kräver el eller skapar oljud (utom i ett FFS-system)

Nackdelar med ett vanligt självdragssystem
- Styrs av de termiska krafterna
- Lätt att drag uppstår
- Ventilationssystemet är känsligt för förändringar
- Måste ha raka kanaler
- Lätt att det kommer in oljud och buller utifrån

## Modernisering av självdragssystem
Många fastighetsägare vill uppdatera befintliga S-system till exempel med hjälp av värmeåtervinning och värmeväxlare. Många projekt ger dock inte önskat resultat, och orsaken är ofta ventilationskanaler som läcker. Framför allt vid murade tegelskorstenar är detta vanligt. Första steget i ett uppdateringsprojekt bör därför alltid vara att täta ventilationskanalerna. I många fall ger detta tillräcklig förbättring av ventilationen genom att fungerande självdrag återställs.
De metoder som används är samma som används vid renovering av rökkanaler i tegelskorstenar, nämligen: 
- Relining med kompositfoder
- Relining med flexibla stålrör
- Invändig glidgjutning med tätningsmassa

Kanaler som renoveras med kompositfoder eller tätningsmassa behåller sin area, men blir hårda och är därför känsliga för till exempel sättningar. Flexibla stålrör klarar sättningar men kanalarean minskar. 